# Distrito electoral local 15 de Tabasco
El Distrito Electoral Local 15 de Tabasco es uno de los 21 Distritos Electorales en los que se encuentra dividido el territorio del estado de Tabasco. Su cabecera es la ciudad de Emiliano Zapata, en el municipio de Emiliano Zapata, Tabasco.
Desde la redistritación de 2016 está formado por 16 secciones electorales ubicadas en el municipio de Emiliano Zapata, 26 en el municipio de Jonuta y 26 en el de Macuspana.

## Distritación actual

### Distritación electoral de 2016
El 30 de noviembre de 2016, el acuerdo del Consejo Estatal del Instituto de Electoral y de Participación Ciudadana de Tabasco determinó establecer la cabecera del Distrito Electoral Local 15 de Tabasco en la ciudad de Emiliano Zapata, en el municipio de Emiliano Zapata, Tabasco y conformarlo de la siguiente manera:
- Municipio de Emiliano Zapata: 16 secciones electorales; de la 668 a la 683.
- Municipio de Jonuta: 26 secciones electorales; de la 846 a la 871.
- Municipio de Macuspana: 26 secciones electorales; de la 886 a la 889, 891, 897, 904, de la 920 a la 922, de la 924 a la 926, 932, de la 936 a la 939, de la 943 a la 944, de la 946 a la 948, 950, y de la 952 a la 953.

## Distritaciones anteriores

### Distritación electoral de 1996
La distritación electoral local de 1996 estableció el distrito en el municipio de Paraíso y su cabecera distrital en la cabecera municipal, Paraíso.

### Distritación electoral de 2002
La redistritación de 2002 mantuvo el distrito en el municipio de Paraíso, con cabecera distrital en la cabecera municipal, Paraíso.

### Distritación electoral de 2011
El acuerdo del Consejo Estatal del Instituto de Electoral y de Participación Ciudadana de Tabasco (IEPCT) publicado en el Periódico Oficial del Estado de Tabasco, el 24 de noviembre de 2011 estableció que el Distrito Electoral Local 15 de Tabasco tuviera cabecera en la ciudad de Emiliano Zapata,  y cambió su ubicación al municipio de Emiliano Zapata.

## Diputados por el distrito
| Diputado                      | Partido por el que fue electo (a)                                                                                              | Grupo Parlamentario                  | Legislatura       | Periodo                                           | Cabecera Distrital |
| ----------------------------- | --- | ------------------------------------ | ----------------- | ------------------------------------------------- | ------------------ |
| Jesús Alejandro Almeida       | Partido Revolucionario Institucional                                                                                           | Partido Revolucionario Institucional | LVI Legislatura   | 1 de enero de 1998 - 31 de diciembre de 2000      | Paraíso            |
| Sebastian Izquierdo Gómez     | Partido de la Revolución Democrática                                                                                           | Partido de la Revolución Democrática | LVII Legislatura  | 1 de enero de 2001 - 31 de diciembre de 2003      | Paraíso            |
| Francisco Santos Magaña       | Coalición Alianza para Todos Partido Revolucionario Institucional Partido Verde Ecologista de México                           | Partido Revolucionario Institucional | LVIII Legislatura | 1 de enero de 2004 - 31 de diciembre de 2006      | Paraíso            |
| Cristóbal Javier Angulo       | Coalición por el Bien de Todos Partido de la Revolución Democrática Partido del Trabajo Movimiento Ciudadano                   | Partido de la Revolución Democrática | LIX Legislatura   | 1 de enero de 2007 - 31 de diciembre de 2009      | Paraíso            |
| Bernardo Barrada Ruíz         | Partido de la Revolución Democrática                                                                                           | Partido de la Revolución Democrática | LX Legislatura    | 1 de enero de 2010 - 31 de diciembre de 2012      | Paraíso            |
| Maria Elena Silvan Arellano   | Coalición Compromiso por Tabasco Partido Revolucionario Institucional Partido Verde Ecologista de México Partido Nueva Alianza | Partido Revolucionario Institucional | LXI Legislatura   | 1 de enero de 2013 - 31 de diciembre de 2015      | Emiliano Zapata    |
| José Manuel Lizárraga Pérez   | Partido Verde Ecologista de México                                                                                             | Partido Verde Ecologista de México   | LXII Legislatura  | 1 de enero de 2016 - 4 de septiembre de 2018      | Emiliano Zapata    |
| Rafael Elias Sánchez Cabrales | Movimiento Regeneración Nacional                                                                                               | Movimiento Regeneración Nacional     | LXIII Legislatura | 5 de septiembre de 2018 - 4 de septiembre de 2021 | Emiliano Zapata    |
| Rafael Elias Sánchez Cabrales | Movimiento Regeneración Nacional                                                                                               | Movimiento Regeneración Nacional     | LXIV Legislatura  | Por iniciar                                       | Emiliano Zapata    |